# Oliver Leese

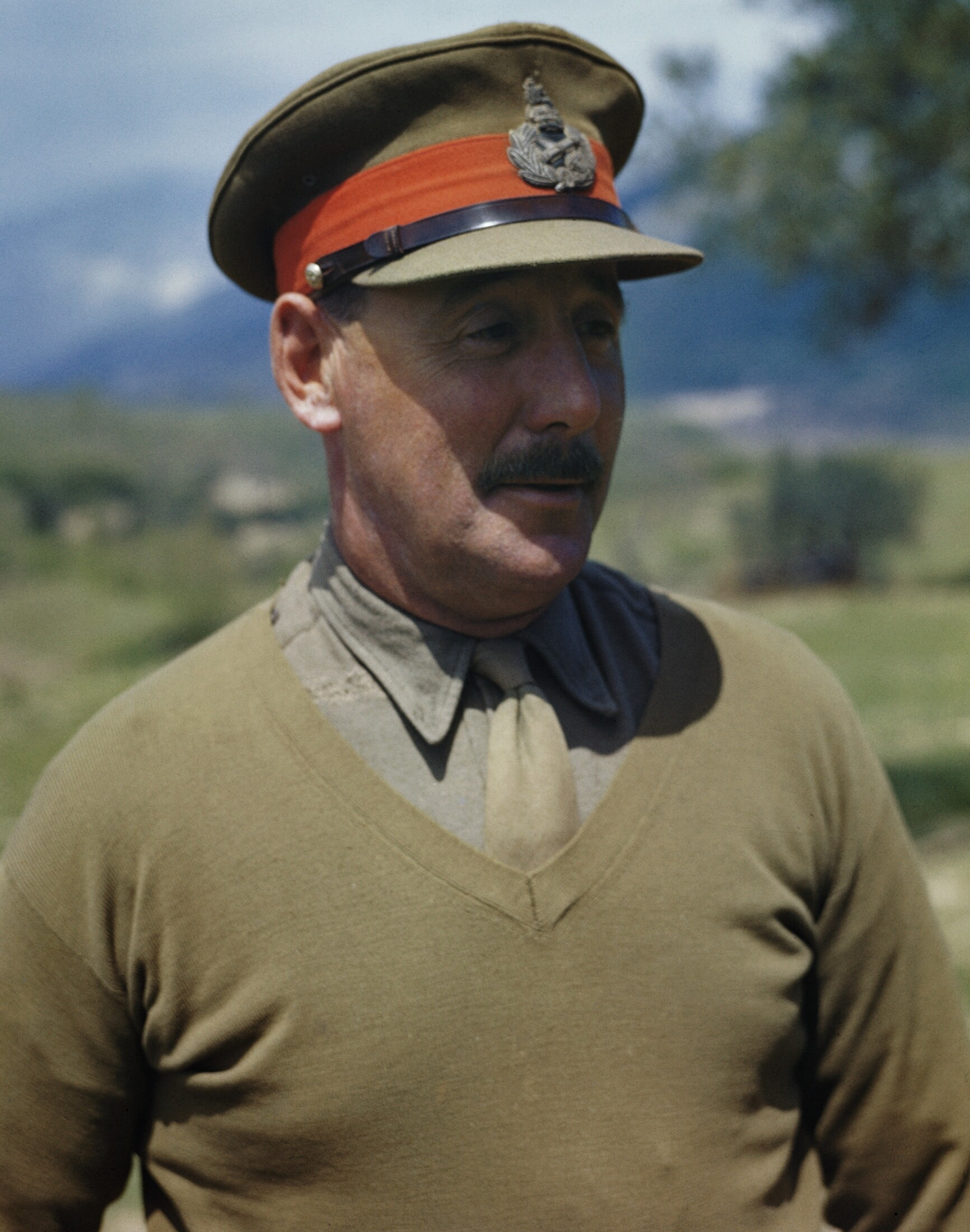
Oliver Leese im April 1944 in Italien

Sir Oliver William Hargreaves Leese, 3. Baronet, KCB, CBE, DSO (* 27. Oktober 1894 in London; † 22. Januar 1978 in Llanrhaeadr-ym-Mochnant, Wales) war ein britischer Lieutenant-General während des Zweiten Weltkriegs.

## Leben
Leese besuchte die Ludgrove School und das Eton College. Im Ersten Weltkrieg trat er 1915 in die Coldstream Guards ein. Während der Schlacht an der Somme im Jahr 1916 wurde er verwundet. Er kämpfte im British Expeditionary Corps und wurde neben der Verwundung während der Schlacht an der Somme zwei weitere Male verwundet. Außerdem wurde er im Ersten Weltkrieg mit dem Distinguished Service Order ausgezeichnet.
Leese blieb nach dem Krieg weiter in der britischen Armee. Bis 1938 gehörte er weiterhin den Coldstream Guards an. Von 1938 bis 1940 war er Instruktor auf der nordwest-indischen Quetta Stabsschule.
Beim Tod seines Vaters erbte er 1937 dessen Adelstitel eines Baronet, of Send Holme in the Parish of Send in the County of Surrey.
Oliver Leese erhielt während des Zweiten Weltkriegs seine Beförderung zum Major-General, ebenso wie das Kommando über die 15. (Schottische) Division im Jahr 1941. Später im Jahr wurde ihm das Kommando über die neu formierte britische Guards Armoured Division übertragen. Im September 1942 wurde er nach Nordafrika versetzt, um als temporärer Lieutenant-General den Befehl über das XXX. Korps in Bernard Montgomerys 8. Armee zu übernehmen. Dieses führte er auch in der zweiten Schlacht von El Alamein und im Tunesienfeldzug.
Leese nahm im Sommer 1943 unter Montgomery auch an der Operation Husky auf Sizilien teil, nach deren Abschluss sein Korps zur Vorbereitung auf die Operation Overlord nach Großbritannien zurückkehrte. Als Montgomery im Dezember 1943 Italien verließ, um selbst eine neue Aufgabe bei der Operation Overlord zu übernehmen, wurde Leese zu dessen Nachfolger als Oberbefehlshaber der 8. Armee ernannt. So war Leese auch Kommandeur der Armee während der entscheidenden Schlacht um Monte Cassino, bei der Einheiten des ihm unterstellten 2. Polnischen Korps nach Monaten schwerer Kämpfe das Kloster widerstandslos besetzen konnten, nachdem nordafrikanischen Einheiten des französischen Expeditionskorps, welches der 5. US-Armee unter General Mark W. Clark unterstellt war, südlich von Monte Cassino der Durchbruch die deutsche Gustav-Linie gelungen war.
Im Herbst 1944 wurde Leese nach Burma entsandt, um dort als Oberkommandierender der alliierten Landstreitkräfte in Südost-Asien zu dienen. Nach der Eroberung Ranguns im Mai 1945 wurde er durch William Slim abgelöst und kehrte nach Großbritannien zurück. Hier diente er bis zu seinem Ausscheiden aus der Armee Anfang 1947 als Oberbefehlshaber des Eastern Command.
Im Ruhestand wurde er ein bekannter Gartenbaukünstler und schrieb mehrere Bücher zu diesem Thema. Er starb am 22. Januar 1978 in seinem Haus in Wales. Da seine 1933 geschlossene Ehe mit Margaret Alice Leicester-Warren († 1964) kinderlos blieb, beerbte ihn sein Bruder als 4. Baronet.

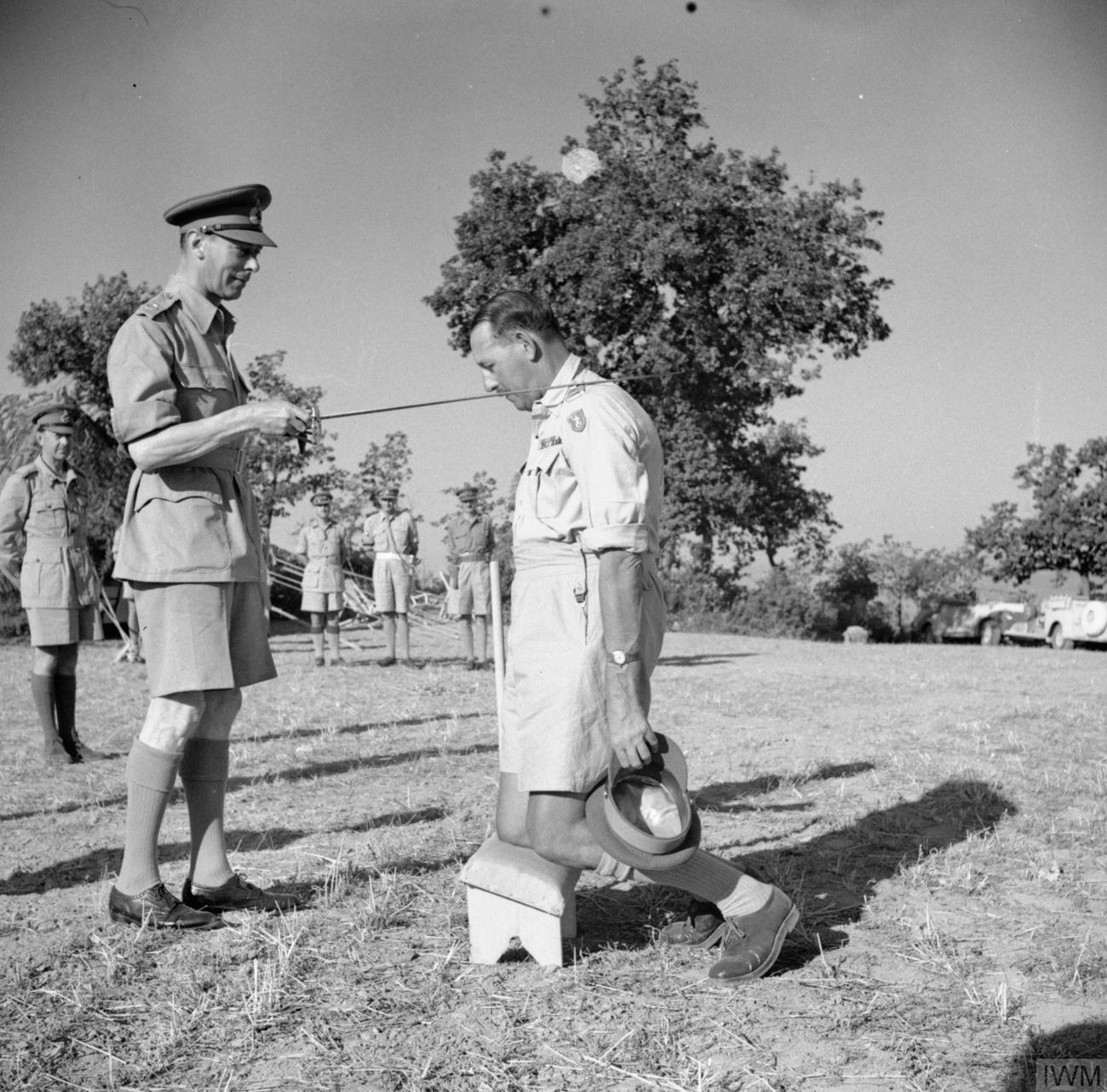
König George VI. schlägt Leese in Italien zum Ritter, 26. Juli 1944

## Orden und Auszeichnungen
- 1916: Distinguished Service Order
- 1940: Commander des Order of the British Empire
- 1942: Companion des Order of the Bath
- 1943: Knight Commander des Order of the Bath
- 1944: Virtuti Militari (Polen)
- 1945: Commander der Legion of Merit (USA)
- Chevalier der Légion d’Honneur (Frankreich)
- Croix de guerre (Frankreich)

## Publikationen
- Desert plants - cacti and succulenti in the wild and in culture. Collingridge, London 1959.